# Krystyna Kuperberg
Krystyna Maria Kuperberg (nascida Krystyna M. Trybulec; 17 de julho de 1944) é uma matemática polonesa-estadunidense. É professora de matemática da Universidade de Auburn.
Obteve um doutorado na Universidade Rice em 1974, orientada por William Jaco.
Foi palestrante convidada do Congresso Internacional de Matemáticos em Berlim (1998). Em 2012 foi eleita fellow da American Mathematical Society.

## Publicações selecionadas
- K. Kuperberg, A smooth counterexample to the Seifert conjecture, Ann. of Math. (2) 140 (1994), no. 3, 723–732.
- G. Kuperberg and K. Kuperberg, Generalized counterexamples to the Seifert conjecture,  Ann. of Math. (2) 143 (1996), no. 3, 547–576.